# الصحة النفسية في أستراليا
شهدت الصحة النفسية في أستراليا تحولًا كبيرًا في الخمسين عامًا الماضية، حيث يعاني 20% من الأستراليين من حلقة واحدة أو أكثر من اضطرابات الصحة العقلية في حياتهم. تعتمد أستراليا على نظام رعاية صحية مختلط، يضم رعاية صحية عامة وخاصة. يشمل النظام العام برنامج تأمين تديره الحكومة يسمى ميديكير، والذي يدعم خطط الصحة العقلية. كل ولاية داخل أستراليا لديها خطط إدارة خاصة بها لعلاج الصحة العقلية. ومع ذلك، يظل النظام العام والإنفاق كما هو.

## التاريخ
تتبنى أستراليا نظامًا بريطانيًا لإدارة الصحة العقلية منذ وصول الأسطول الأول عام 1788. كان لدى أستراليا أول مرفق نفسي في عام 1811. قبل ذلك، كان الأفراد المصابون بأمراض عقلية يوضعون مع المدانين والمجرمين. 
كانت إحدى اللحظات الرئيسية في تاريخ أستراليا في مجال الرعاية الصحية العقلية هي ما يسمى إزالة الطابع المؤسسي في نيو ساوث ويلز. جاء ذلك بعد إصدار تقرير ريتشموند  في عام 1983. حقق هذا التقرير في الشائعات حول الإساءة والمظالم تجاه مرضى المؤسسات النفسية. لا تزال الخلافات حول ما إذا كان التقرير قد حقق أي فائدة مستمرة.
تم تقديم الخطة الوطنية الأولى للرعاية الصحية العقلية في عام 1992. وتبعها ست خطط وطنية للرعاية الصحية العقلية. نُشرت الخطة الوطنية السادسة للصحة العقلية والوقاية من الانتحار (الخطة الخامسة) في مايو 2021.

## الحالي
على الرغم من الاحتفاء بأستراليا لامتلاكها أنظمة إدارة صحة عقلية متطورة، لا تزال هناك مجموعة واسعة من المشاكل. ذكرت الجمعية الطبية الأسترالية (AMA) في مراجعة الصحة العقلية لعام 2018 أن "أستراليا تفتقر إلى 'هيكل' للصحة العقلية شامل. لا يوجد تصميم أو هيكل وطني متفق عليه يسهل الوقاية أو الرعاية المناسبة للأشخاص المصابين بأمراض عقلية."  وبينما أشارت المنظمة إلى أن رعاية الصحة العقلية للشباب كانت ناجحة إلى حد كبير، إلا أنها اعتقدت أن وضع علاج البالغين كان ينقصه الكثير. جادلت الجمعية الطبية الأسترالية بأن الحكومة الأسترالية تفتقر إلى خطة هيكلية لإدارة الصحة العقلية وأن مستقبل علاج الصحة العقلية في أستراليا في وضع خطير.
أنفقت الحكومة الأسترالية 9.1 مليار دولار على الخدمات المتعلقة بالصحة العقلية في عام 2017. هذا يبلغ متوسط 375 دولارًا لكل شخص، بزيادة من 359 دولارًا في العام السابق. في 2016-2017، ذهب 7.4% من الإنفاق الحكومي الأسترالي على الصحة نحو خدمات الصحة العقلية. وقد طلب النقاد زيادة التمويل، زاعمين أن ميزانية الصحة العقلية صغيرة جدًا. في عام 2015، شكلت الصحة العقلية 5.2% من الميزانية الصحية السنوية الإجمالية، على الرغم من أن الصحة العقلية تعادل 12% من إجمالي عبء المرض.

## التركيبة السكانية
مخطط دائري يعرض نسبة السكان الأستراليين الذين يعانون من اضطراب عقلي في حياتهم
يُقدر أن 45% من البالغين الأستراليين، أي حوالي 8.6 مليون شخص، سيعانون من اضطراب عقلي خلال حياتهم. بالإضافة إلى ذلك، عانى 3.2 مليون أسترالي من اضطراب عقلي استمر لأكثر من 12 شهرًا. كانت الاضطرابات العقلية الأكثر انتشارًا هي: اضطرابات القلق، واضطرابات المزاج، واضطرابات تعاطي المخدرات. عانى 14.4% من سكان أستراليا من اضطرابات القلق التي كانت أكثر شيوعًا لدى الإناث. تبعتها اضطرابات المزاج بنسبة 6.2% من السكان مع توازن متساوٍ بين الجنسين. أثرت اضطرابات تعاطي المخدرات على 5.1% من السكان، مع ارتفاع كبير لدى الرجال (7.7% للذكور و3.3% للإناث). بخلاف القنب، ارتبطت أكثر أشكال اضطراب تعاطي المخدرات انتشارًا في أستراليا بالإدمان على الأفيونات والأمفيتامينات. أفاد معهد الصحة والرفاهية الأسترالي في عام 2015 أن 14% (560,000) من الأطفال والمراهقين عانوا من اضطرابات الصحة العقلية.
فيما يتعلق باضطرابات عقلية أخرى، يقدر أن اضطراب ثنائي القطب من النوع الأول يؤثر على حوالي 1% من عامة الناس، ويؤثر اضطراب ثنائي القطب من النوع الثاني على حوالي 5% من السكان. يؤثر اضطراب ثنائي القطب على 33% من الرجال في حياتهم. ومع ذلك، يقدر الخبراء أن العدد أعلى بكثير بسبب وجود نسبة كبيرة من الحالات غير المشخصة. لوحظ أن اضطرابات المزاج تؤثر على الإناث أكثر من الذكور، بنسبة 7.1% و5.3% على التوالي.
كشف تقرير خدمات الصحة العقلية لعام 2018 الصادر عن المعهد الأسترالي للصحة والرعاية عن مجموعة واسعة من الإحصائيات الجديدة حول السكان الأستراليين. تلقى أربعة ملايين ومائتي ألف شخص، أو 16.5% من السكان، وصفات طبية تتعلق بالصحة العقلية خلال 2017-2018. وكانت سبعون بالمائة من هذه الوصفات الطبية لمضادات الاكتئاب. سجلت تسمانيا أعلى نسبة من تلك الوصفات بنسبة 22%؛ بينما كانت أدنى نسبة في الإقليم الشمالي بنسبة 9%.
فيما يتعلق بالممارسة العامة (GP)، كانت 12.4% من جميع الاستشارات متعلقة بالصحة العقلية في 2015-2016. وأفادت التقارير أن الاكتئاب هو التشخيص الأكثر شيوعًا المتعلق بالصحة العقلية، حيث يُقدر أنه يصيب شخصًا واحدًا من كل 3 أشخاص. وكانت الأدوية هي التوصية العلاجية الأكثر شيوعًا بنسبة 61% من الزيارات.
بالإضافة إلى ذلك، وجدت تقارير صادرة عن المعهد الأسترالي للصحة والرفاهية أن 1 من كل 3 من السكان الأصليين يعانون من مستويات عالية أو عالية جدًا من الضيق النفسي. تتم إدارة حالات الأفراد الأصليين من قبل الممارسين العامين بمعدل 1.3 مرة مقارنة بالأفراد الأستراليين الآخرين.
لاحظت منظمات الصحة أن انتشار كل من الاكتئاب واكتئاب ما حول الولادة ضمن أمهات أستراليا مرتفع نوعًا ما، حيث لوحظ الاكتئاب لدى 20% من الأمهات اللاتي لديهن أطفال بعمر 24 شهرًا أو أقل. وقد وُجد اكتئاب ما حول الولادة لدى نصف هذه المجموعة. تعادل هذه الأرقام 110,000 أم مصابة بالاكتئاب و56,000 مصابة باكتئاب ما حول الولادة. ووجد التقرير أن غالبية الأمهات لجأن للعلاج من طبيب عام أو منظمة/مقدم علاج للصحة العقلية.

### الانتحار
في عام 2015، وصل عدد حالات الانتحار إلى أعلى مستوى له منذ 13 عامًا، حيث أقدم 3,027 أستراليًا على إنهاء حياتهم. "تراوح معدل انتحار الذكور بين ارتفاع بلغ 5.6 أضعاف معدل الإناث في عام 1930 وانخفاض إلى أقل من ضعف معدل الإناث في الستينيات وأوائل السبعينيات - ويرجع ذلك أساسًا إلى الارتفاع الملحوظ في معدلات انتحار الإناث في ذلك الوقت. ومنذ ذلك الحين، تقلب معدل انتحار الذكور حوالي 3-4 أضعاف معدل الإناث". إنه السبب الأول للوفاة بين الأشخاص الذين تتراوح أعمارهم بين 15 و44 عامًا. يفيد مكتب الإحصاء الأسترالي أن ما يقرب من ثمانية أشخاص ينتحرون في أستراليا كل يوم.

## العلاج
في السنوات العشر الماضية، حققت أستراليا مجموعة من التحسينات في مجال علاج الصحة العقلية. في عام 2006، قامت ميديكير بتكييف جدول المزايا لإعطاء الأولوية لعلاج الصحة العقلية، مع زيادة كبيرة في نسبة خطط العلاج الموصوفة. تم وصف 1.3 مليون خطة علاج للصحة العقلية من قبل الممارسين العامين و4.95 مليون من قبل الخدمات المتعلقة بعلم النفس. تضاعفت نسبة الأفراد الذين سعوا للحصول على علاج الصحة العقلية بين عامي 1997 و2007.
تتمثل الاستراتيجية الرئيسية لأستراليا في تخطيط الصحة العقلية في: نقطة الاتصال الأولى. يركز مقدمو الرعاية الصحية العقلية والمعالجون على جعل نقطة الاتصال الأولى الأكثر أهمية/تأثيرًا. وبالتالي، فإن التوصية الرئيسية التي تقدمها منظمات الصحة الحكومية هي أن يزور المريض طبيبه العام. الهدف من ذلك هو منع حدوث المزيد من الضرر للمريض والقدرة على إنشاء خطة علاج شخصية للصحة العقلية للمريض الفردي.

## مقدمو العلاج المدعومون من الحكومة

### هيد تو هيلث
هيد تو هيلث هي خدمة عبر الإنترنت وخط ساخن مصممة لمساعدة الأفراد الذين يعانون من مشاكل الصحة العقلية؛ جميع المستجيبين هم مهنيون صحيون مدربون. وقد وفرت هيد تو هيلث أيضًا أكثر من 408 موارد للأفراد الذين يعانون، بما في ذلك مواقع الويب، والبرامج عبر الإنترنت، والتطبيقات، والمنتديات، وخدمات الخط الساخن.

### أت إيز
أت إيز هي منظمة تهدف إلى مساعدة المحاربين القدامى وعائلاتهم الذين يعانون من صدمات نفسية، وتقديم المساعدة والموارد. تُدار أت إيز من قبل وزارة شؤون المحاربين القدامى (DVA) وتدير مجموعة من البرامج عبر الإنترنت لتلبية احتياجات الأفراد المختلفة.

### بيوند بلو
بيوند بلو هي منظمة تعمل مع الأفراد الذين يعانون من مجموعة واسعة من مشاكل الصحة العقلية، وبشكل رئيسي: اضطرابات تعاطي المخدرات، واضطرابات الاكتئاب، واضطرابات القلق. تهدف بيوند بلو إلى تثقيف الجمهور الأسترالي حول الصحة العقلية وتوفير المهارات اللازمة لحمايتها. بيان مهمة بيوند بلو هو كما يلي: "نحن هنا من أجل الجميع في أستراليا - في العمل، والمنزل، والمدرسة، والجامعة، وعبر الإنترنت، وفي المجتمعات في جميع أنحاء البلاد."
تدير بيوند بلو خط المساعدة الخاص بها على مدار 24 ساعة طوال أيام الأسبوع، وتقدم استشارة موجزة مدتها 20 دقيقة لأي شخص.

### هيدسبيس
يهدف هيدسبيس إلى مساعدة المراهقين (الذين تتراوح أعمارهم بين 12 و25 عامًا) الذين يعانون من مشاكل تتعلق بالصحة العقلية. يقدم هيدسبيس خدمات الاستشارة كنقطة رئيسية للعلاج. ويركز بشكل أساسي على التدخل المبكر، لمنع أن يكون للمرض العقلي تأثير طويل الأمد على حياة الفرد. هيدسبيس هي إحدى المنظمات الرائدة في مجال الصحة العقلية في أستراليا، ولديها أكثر من 100 موقع في جميع أنحاء البلاد، وكلها مجانية أو منخفضة التكلفة. كما أطلق هيدسبيس مبادرة أخرى تركز على مساعدة الطلاب - دعم طلاب هيدسبيس.

### كيدزماتر
كيدزماتر هي منظمة للصحة العقلية تركز على منع المشاكل ودعم الصحة العقلية للأطفال. رؤيتهم هي كالتالي "كل مجتمع تعليمي إيجابي وشامل ومرن - مكان حيث يمكن لكل طفل، وشاب، ومعلم، وعائلة تحقيق أفضل صحة عقلية ممكنة".

### لايفلاين أستراليا
لايفلاين هي خط ساخن رئيسي لمنع الانتحار في أستراليا وهي جمعية خيرية مسجلة، تقدم خدمات دعم وتقبل المكالمات على مدار 24 ساعة طوال أيام الأسبوع. تتلقى لايفلاين مكالمة جديدة كل دقيقة من مكان ما في أستراليا. يتصل الأفراد بـ لايفلاين بشأن مجموعة من مشاكل الصحة العقلية بما في ذلك: القلق، والتوتر، والاكتئاب، والأفكار الانتحارية. الرقم الرئيسي لـ لايفلاين هو: 13 11 14 

### هيلث دايركت
تعمل هيلث دايركت كبوابة توفر معلومات حول خدمات الرعاية الصحية في أستراليا ومعلومات عامة عن الأمراض. ضمن الفئة الفرعية لاضطرابات الصحة العقلية، ترتبط هيلث دايركت بمجموعة من المنظمات الأسترالية الأخرى المصممة لتغطية مجموعة واسعة من احتياجات المرضى.

### اللجنة الوطنية للصحة العقلية
اللجنة الوطنية للصحة العقلية هي منظمة تقدم تقارير عن الوضع الحالي لنظام دعم الصحة العقلية في أستراليا. بيان مهمة اللجنة الوطنية للصحة العقلية هو: "منح الصحة العقلية والوقاية من الانتحار اهتمامًا وطنيًا، والتأثير على الإصلاح ومساعدة الناس على عيش حياة مساهمة من خلال الإبلاغ، وتقديم المشورة، والتعاون".

### مؤسسة أوزهيلب
مؤسسة أوزهيلب هي منظمة غير ربحية تستهدف الصناعة وأماكن العمل، وتركز على منع الأمراض العقلية وتحسين الرفاهية العقلية للموظفين. مهمة مؤسسة أوزهيلب هي: "تواصل أوزهيلب سعيها لتحسين الصحة العقلية والرفاهية للأشخاص في القوى العاملة والمجتمع الأوسع."